# Fallides de Felip II
Les fallides de Felip II foren un seguit de crisis de deute, incompliments dels compromisos de pagament del deute públic de la hisenda, del rei Felip II de Castella durant el seu regnat. El rei declarava la fallida i suspenia pagaments però la seva completa dependència dels préstecs dels assentistes li impossibilitava la realització en la pràctica d'un impagament total del deute. Les fallides de la hisenda pública es van quedar en reestructuracions pactades del deute que suposaven una modificació de les condicions d'aquest.
Les dificultats d'hisenda van començar amb la mateixa arribada al tron, el 1556, quan es va descartar la possibilitat de no reconèixer l'herència dels quantiosos deutes del seu pare, l'emperador Carles V.
El cost extraordinari dels creixents recursos necessaris per al manteniment d'uns dominis on no es ponia el sol i d'una política de defensa de la fe catòlica (objectius polítics explícitament escollits i defensats davant les crítiques internes que es van presentar) no podien ser coberts ni amb l'arribada de les remeses del quint reial que anualment portava la flota d'Índies, sumades a la creixent fiscalitat obtinguda de les Corts de Castella. Eren els regnes de la Corona de Castella els que més contribuïen, tant per la seva major potència econòmica i demogràfica com a la major capacitat de la monarquia autoritària a actuar-hi. La revolució dels preus va anar soscavant la base econòmica productiva castellana, a la qual se sumava la pèrdua d'ingressos a causa de la col·locació del deute públic (juros) sobre les rendes més segures. Els interessos del deute creixien amb la inseguretat dels pagaments i va fer menester recórrer a suspensions de pagaments periòdics, seguit d'un allargament dels terminis, quites o reduccions dels interessos.

## Relació de les crisis
- Primera: 17 d'abril de 1557. La política del rei Carles I va esgotar la Hisenda de Castella. Quan Felip II va accedir al tron tots els ingressos del monarca estaven empenyorats i el monarca no tenia cap ingressos lliures per emetre més deute. La sortida va ser consolidar el deute flotant, amb venciment a curt termini, en títols a termini més llarg termini, amb un menor tipus d'interès del deute.[1]
- Segona. 1575-1576. La fallida més important va ser la de 1576, que va afectar de manera extraordinària la ciutat d'Anvers i la banca dels Fugger.[4]
- Tercera: 29 de novembre de 1596.[5]